# Rosalie Bidauld
Pour les articles homonymes, voir Bidauld.
Marguerite Rosalie Bidault, dite Zélie Bidauld, puis Zélie Guimet, est une artiste peintre de l'École de Lyon, portraitiste et peintre d'histoire, née à Lyon le 11 décembre 1798 et morte dans la même ville le 2 février 1876.

## Biographie
Rosalie Bidauld est la fille de l'artiste peintre, dessinateur et graveur français Jean-Pierre-Xavier Bidauld (1745-1813) et de la brodeuse Philiberte Souton (1766-1843). Elle est l'élève de Anne-Louis Girodet, un peintre d'histoire.
Elle épouse le 20 mai 1827 le chimiste Jean-Baptiste Guimet, créateur du bleu Guimet, dont elle a un fils, Émile Guimet, peintre et collectionneur d'art.

## Œuvres
- Portraits exposés au Musée royal des Arts, le 24 avril 1817[3].
- Jeune paysanne, Musée de Grenoble, XIXe siècle, don d'Émile Guimet en 1907, inv. MG 1564[4].
- Portrait de Jean-Baptiste Guimet[5].
- Judith et Holopherne, 1836, Bibliothèque Inguimbertine, inv. 398